# Luis Royo
Luis Royo (* 20. května 1954 Olalla, Teruel) je španělský malíř, známý především sériemi spoře oděných dívěk a eroticko-fantastickými ilustracemi, někdy obsahujícími určité prvky sci-fi. Tvoří ale i plně futuristické, případně fantasticko-epické a sci-fi ilustrace bez erotického či sexuálního podtextu.

## Život a dílo
Luis Royo se narodil v roce 1954 ve Španělsku, v malém městě Olalla. Studoval nejprve technické kreslení, ale brzy poznal, že ho geometrické tvary tolik nelákají a začal studovat malířství, dekoraci a design interiérů. Zároveň v letech 1970 až 2005 pracoval pro různá dekorační studia.
V roce 1968 vytvořil svůj první velký formát se sociálními tématy a v letech 1972 až 1976 se pak zabýval především velkoformátovou malbou.
V roce 1978 objevil kouzlo komiksů, začal kreslit fantazy a následně vystavil svá díla v Angoulême na komiksovém veletrhu v roce 1980. Od roku 1981 začal publikovat v časopisech jako Comix Internacional, El Víbora nebo Heavy Metal.
Velkým milníkem v jeho životě bylo setkání s Rafaelem Martínezem v Zaragoze na Comics veletrhu a od roku 1999 se začal věnovat ilustracím pro komiksové nakladatelství Norma Editorial. Americké časopisy jako Heavy Metal a National Lampoon začaly publikovat jeho ilustrace na prvních stránkách, obdobně i evropské časopisy jako Cimoc, Comic Art, Ere Comprime či Total Metal.
Kromě své samostatné tvorby vytvořil obaly na videa, PC hry a hudební alba. Známé jsou např. jeho kresby herečky Julie Strain k plakátům animovaného filmu Heavy Metal. Jeho tvorba se objevila v mnoha dalších formátech: trička, kalendáře, puzzle, počítačové podložky atd.
V roce 1992 vyšla jeho kniha Ženy, kde jsou zkompilovány některé z jeho ilustračních prací. V roce 1994 vydal Malefic, svou první knihu s obrázky fantasy a sci-fi. Následovaly publikace Tajemství v roce 1996, kde je ženská postava hlavní hrdinkou mýtu o „Krásce a zvířeti“, III. tisíciletí s apokalyptickým tématem (1998).
Na konci roku 1998 vydal svou první knihu s erotickou tematikou Zakázaná kniha.
Některé další publikace:
- Fantastické umění (1999)
- Zakázaná kniha II (2001)
- Evoluce (2001)
- Vize (2003)
- Zakázaný náčrtník (2004)
- Labyrintový tarot (2005)
- Temný labyrint (2006)
- Mrtvý měsíc (2009)
- Ledový drak (2014, Ilustrované vydání příběhu George R. R. Martina The Ice Dragon)